# Station Saint-Roch
Station Amiens-Saint-Roch is een spoorwegstation in de Franse gemeente Amiens.